# Prix franco-allemand du journalisme
Le prix franco-allemand du journalisme (PFAJ) - en allemand Der Deutsch-Französische Journalistenpreis (DFJP) - est un prix de journalisme qui est décerné depuis 1983 par la Saarländischer Rundfunk (radio-télévision sarroise).

## Fonctionnement
Les organismes membres du PFAJ sont la Saarländischer Rundfunk, Deutschlandradio, Zweites Deutsches Fernsehen (ZDF), France Télévisions, Saarbrücker Zeitung, ARTE, Deutsche Welle, Banque d'État de la Sarre (de) (SaarLB), Institut Gustav-Stresemann (de), Le Républicain lorrain, Google,Tageblatt, Deutsches Städte-Network, Radio France, l’Office franco-allemand pour la jeunesse (OFAJ), l'Université franco-allemande (UFA), Kalodion GmbH, la Fondation Robert-Schuman et la Stiftung Genshagen.
Le PFAJ récompense des auteurs ou des services rédactionnels qui traitent des relations franco-allemandes ou des sujets de l’autre pays ou européens.  

## Lauréats
Les lauréats du prix d’honneur et du grand prix franco-allemand des médias sont :
- 1999 : Ernst Weisenfeld (prix d’honneur), Rue des Entrepreneurs (...)[2]

- 2003 : Joseph Hanimann (prix d’honneur), Harald Schmidt (prix du journalisme)[3]

- 2013 : Daniel Cohn-Bendit (grand prix des médias), Delphine Simon (audio)[4]
- 2014 : Valéry Giscard d'Estaing et Helmut Schmidt (grand prix des médias)[5]
- 2018 : Jürgen Habermas (grand prix des médias)[6]
- 2019 : Beate et Serge Klarsfeld (grand prix des médias)[7]

- Grand Prix Franco-Allemand des Médias : Bénédicte Savoy et Anselm Kiefer[8]

- Grand Prix Franco-Allemand des Médias : Wim Wenders [9]